# Dos fantasmas y una muchacha
Dos fantasmas y una muchacha es una película de comedia musical y terror mexicana de 1959, dirigida por Rogelio A. González y protagonizada por Germán Valdés «Tin-Tan», Manuel «Loco» Valdés y Ana Luisa Peluffo. Esta es la primera película en la que Tin-Tan y el Loco Valdés protagonizan juntos, y la primera parte de una trilogía de películas protagonizadas por los hermanos Valdés, seguida por Locura de terror (1961) y Los fantasmas burlones (1965). Además de estas tres películas, ambos también compartieron créditos y escenas en Tintanson Crusoe (1965) y El capitán Mantarraya (1970), aunque éstas no son parte de la trilogía en general. 

## Argumento
En la época del porfiriato, los hermanos Pérez y López mueren al batirse a duelo por la cupletista Ana «la Tobillera», y sus espíritus son condenados a vagar como fantasmas por el teatro donde se enfrentaron hasta que se vuelvan amigos. Cincuenta años después, los fantasmas piden la oportunidad de redimirse. Para conseguirla deberán comprobar que ya no existe rivalidad entre ellos.
En medio de atractivos efectos especiales y secuencias delirantes, Tin Tan brinda la alternativa a su joven hermano Manuel, representante de una nueva generación de la comedia en México. El número musical de "el médico brujo", interpretado por el Loco Valdés, es considerado actualmente como un clásico del cine cómico mexicano y es, tal vez esta secuencia, lo más rescatable de la película. De hecho esta secuencia se usó en la película mexicana La leyenda de la nahuala también con el ``loco´´ solo que en animación la cual gusto mucho a los espectadores.

## Reparto
- Germán Valdés «Tin-Tan» como Germán Pérez.
- Manuel «El Loco» Valdés como Manuel López.
- Ana Luisa Peluffo como Ana "La Tobillera" / Ana (nieta).
- Luis Aldás como Aarón.
- Miguel Manzano como ladrón.
- Tito Novaro como ladrón.
- Marcelo Chávez como padre de Ana.
- Arturo Correa como Armando.
- Virginia Manzano como la madre de Ana.
- Alejandro Reyna "Tío Plácido" como policía.
- Carlos Bravo "Carl-Hillos" como policía.
- Rogelio A. González como director de cine.
- Mario Zebadúa "Colocho"
- Fernando Chehuán